# 684
Évszázadok: 6. század – 7. század – 8. század
Évtizedek: 630-as évek – 640-es évek – 650-es évek – 660-as évek – 670-es évek – 680-as évek – 690-es évek – 700-as évek – 710-es évek – 720-as évek – 730-as évek
Évek: 679 – 680 – 681 – 682 –  683 – 684 – 685 – 686 – 687 – 688 – 689

## Események
- A Halley-üstökös napközelbe kerül.

### Európa
- Ecgfrith northumbriai király portyázó csapatot küld Kelet-Írországba, ahol azok végigfosztogatják Brega királyságát, feldúlják a kolostorokat, templomokat és számos rabszolgát szereznek.
- Júniusban egy évvel megválasztása után felszentelik II. Benedictus pápát.

### Arab Kalifátus
- Néhány hónapos uralkodás után Damaszkuszban meghal a 20 éves II. Muávija kalifa. A szíriai muszlimok többsége hajlandó elfogadni a mekkai Abdalláh ibn al-Zubajr ellenkalifa uralmát, de a szíriai arab törzsfők egy része rábeszéli az Omajjád klán tekintélyes, kb. 60 éves tagját, Marvánt, hogy fenntartva a dinasztikus örökösödést, kiáltsa ki magát kalifának. A Mardzs Ráhit-i csatában Marván hívei legyőzik ellenlábasaikat és megerősítik uralmukat Szíriában és Palesztinában.
- A muszlimokkal szövetséges kazárok megölik II. Adarnészt, a kaukázusi Ibéria lázadó fejedelmét. Az arabok a rivális klán vezetőjét, II. Guaramot helyezik a vazallus állam trónjára.

### Távol-Kelet
- Trónra lép az előző év végén elhunyt kínai császár, Kao-cung fia, Csung-cung; a tényleges hatalom azonban - akárcsak apja idejében - anyja, Vu Cö-tien kezében van. Csung-cung a felesége hatására önálló döntéseket hoz, kinevezéseket jelent be, ezért alig két hónappal később Vu Cö-tien leváltja őt és 21 éves öccsét, Zsuj-cungot ülteti a trónra. Csung-cung házi őrizetbe kerül.

## Halálozások
- II. Muávija, Omajjád kalifa
- II. Adarnész, ibériai király
- Jumièges-i Philibert, frank apát

## Fordítás
- Ez a szócikk részben vagy egészben  a(z)   684 című angol Wikipédia-szócikk ezen változatának fordításán alapul.  Az eredeti cikk szerkesztőit annak laptörténete sorolja fel. Ez a jelzés csupán a megfogalmazás eredetét és a szerzői jogokat jelzi, nem szolgál a cikkben szereplő információk forrásmegjelöléseként.